# Sweatt v. Painter
Sweatt vs Painter – sprawa zakończona orzeczeniem Sądu Najwyższego Stanów Zjednoczonych z dnia 5 czerwca 1950 r., w którym podważono ugruntowaną we wcześniejszym orzecznictwie (m.in. w sprawie Plessy v. Fergusson) zasadę segregacji rasowej "separate but equal".
Sprawa dotyczyła czarnoskórego mężczyzny (H. M. Sweatta), któremu odmówiono przyjęcia do szkoły prawa Uniwersytetu Teksańskiego w Austin wyłącznie z powodu rasy powołując się na fakt, iż konstytucja stanu Teksas zabraniała wspólnej edukacji osób białych z osobami o innym kolorze skóry. Jednocześnie w tym czasie nie było w Teksasie żadnej szkoły prawa, która przyjmowałaby osoby czarnoskóre.

## Przebieg postępowania
H. M. Sweatt złożył do sądu wniosek o nakazanie uniwersytetowi przyjęcia go na studia. W postępowaniu przed sądem pierwszej instancji postępowanie było początkowo kontynuowane przez 6 miesięcy, aby umożliwić stanowi Teksas utworzenie szkoły prawa przeznaczonej dla osób czarnoskórych. Po upływie wskazanego terminu w grudniu 1946 r. sąd odmówił uwzględnienia żądania wskazując, iż nowa szkoła prawa dla osób czarnoskórych miała rozpocząć działalność w lutym następnego roku. 
W trakcie postępowania apelacyjnego zainicjowanego przez Sweatta szkoła ta faktycznie rozpoczęła działalność, jednak on starania się o przyjęcie do niej. Po uchyleniu orzeczenia przez Sąd Apelacyjny Teksasu oraz ponownym rozporznaniu sprawy sąd pierwszej instancji ponownie odmówił uwzględnienia żądania, stwierdzając, iż nowo utworzona szkoła, pomimo swojej odrębności, była porównywalna do głównej szkoły prawa uniwersytetu, co wpisywało się w zasadę "separate but equal".
Po rozpoznaniu ponownej apelacji Sweatta Sąd Apelacyjny Teksasu utrzymał w mocy zaskarżone orzeczenie. Sąd porównał zasady studiowania, kadrę dydaktyczną, program studiów, dostępny księgozbiór oraz budynki przeznaczone dla obydwu szkół i na tej podstawie podobnie jak sąd pierwszej instancji uznał, iż szkoła prawa dla osób czarnoskórych jest porównywalna do głównej szkoły prawa.
Sweatt złożył również wniosek o rozpoznanie sprawy przez Sąd Najwyższy Teksasu, ale ten odmówił przyjęcia sprawy do rozpoznania. Następnie analogiczny wniosek złożony został do Sądu Najwyższego Stanów Zjednoczonych, który przyjął ją do rozpoznania.
Orzeczeniem z dnia 5 czerwca 1950 r. Sąd Najwyższy Stanów Zjednoczonych jednogłośnie uchylił zaskarżone orzeczenie i zwrócił sprawę do ponownego rozpoznania. Sąd ten nie zgodził się z twierdzeniami zawartymi w orzeczeniach sądów niższej instancji oraz podkreślił, iż szkoła prawa dla czarnoskórych nie jest równa głównej szkole prawa w zakresie kadry dydaktycznej, dostępności księgozbioru, wydawanych przez szkołę czasopism itp. Dodatkowo zauważył, iż na korzyść szkoły prawa dla osób białych przemawiają również elementy, których obiektywne zmierzenie nie jest możliwe, takie jak reputacja i doświadczenie kadry, pozycja i wpływ absolwentów oraz tradycje i prestiż samej szkoły. Podreślił także, iż oddzielna szkoła prawa uniemożliwia osobom czarnoskórym jakąkolwiek wymianę zdań z osobami białymi, które stanowiły większość (85%) ludności stanu Teksas, jak również większość prawników, sędziów oraz innych urzędników. Z tego powodu stwierdzono, iż możliwości oferowane studentom białym oraz czarnoskórym nie są równe.
Sąd odniósł się również do argumentu, iż ograniczenie dostępu osób czarnoskórych do głównej szkoły prawa nie różni się niczym od ograniczania dostępu osób białych do nowo utworzonej szkoły prawa wskazując, iż nie wydaje się prawdopodobne ani racjonalne, aby jakakolwiek biała osoba mając możliwość starania się o przyjęcie do głównej szkoły prawa była zainteresowana szkołą prawa dla osób czarnoskórych, która z przedstawionych wyżej powodów nie była równa głównej szkole prawa.